# GL Геркулеса
GL Геркулеса (лат. GL Herculis) — двойная затменная переменная звезда типа Алголя (EA)* в созвездии Геркулеса на расстоянии приблизительно 2617 световых лет (около 803 парсек) от Солнца. Видимая звёздная величина звезды — от +13,5m до +11,5m. Орбитальный период — около 2,345 суток.
Открыта Куно Хофмейстером в 1930 году.

## Характеристики
Первый компонент — белая звезда спектрального класса A, или A2. Радиус — около 2,5 солнечного, светимость — около 9,425 солнечной. Эффективная температура — около 6398 K.
Второй компонент — жёлтый субгигант спектрального класса G7IV, или G2.